# Liam Trotter
Pour les articles homonymes, voir Trotter.
Liam Antony Trotter (né le 24 août 1988 à Ipswich) est un footballeur anglais. Il joue au poste de milieu de terrain à l'AFC Wimbledon.

## Biographie
Après avoir été prêté à Millwall toute la fin de saison 2009-2010, il signe pour ce club à l'été 2010 et s'y engage pour une durée de deux ans.
Le 31 janvier 2014 il est prêté à Bolton Wanderers.
Le 21 juillet 2017, il rejoint AFC Wimbledon.

## Palmarès
Ipswich Town
- FA Youth Cup
  - Vainqueur : 2005